# Osyp Bojdunyk
Osyp Bojdunyk (ur. 8 grudnia 1895 w Dolinie, zm. 7 kwietnia 1966 w Monachium) – ukraiński działacz społeczny, polityk (nacjonalista), publicysta.

## Życiorys
Z zawodu inżynier, żołnierz UHA i URL, członek UWO (od 1920) i OUN (od kongresu założycielskiego w 1929), uczestnik I Kongresu OUN w Wiedniu w 1929, w latach 1930–1931 członek Krajowej Egzekutywy OUN na Zachodnioukraińskich Ziemiach (ZUZ). Więzień polityczny za II Rzeczypospolitej.
Jeden z czołowych działaczy OUN-M – po śmierci Mykoły Ściborskiego był głównym ideologiem melnykowców. Od 1941 członek Prowodu Ukraińskich Nacjonalistów. Aresztowany przez władze niemieckie w styczniu 1944 we Lwowie, przebywał w obozie koncentracyjnym w Sachsenhausen, zwolniony 21 października 1944. W 1952 wyjechał do Argentyny.
W latach 1954–1955 i 1961–1965 był przewodniczącym Ukraińskiej Rady Narodowej.
Autor prac Nacjonalnyj solidaryzm (1946), oraz Ukrainska wnutrenna polityka.